# Brtníky
Brtníky (německy Zeidler) správně náleží pod obec Staré Křečany. Leží v Šluknovském výběžku 8 km západně od Rumburku na rozhraní Lužických hor a Labských pískovců. Svojí polohou na okraji národního parku České Švýcarsko plní úlohu jeho severní vstupní brány. V roce 2011 zde trvale žilo 251 obyvatel.

## Původ jména
Německý výraz Zeidler (otec včel) označoval včelaře, kteří se o včelstva a úly starali. Po odsunu německého obyvatelstva po druhé světové válce dostala vesnice český název podobného významu, Brtníky. Brtě je výraz označující dutiny stromů, a ti, kteří v nich chovali včelstva, byli nazýváni Brtníky.

## Historie
Nejstarší osídlení v této oblasti bylo na základě archeologických nálezů doloženo již ve střední a mladší době kamenné.
V historickém období je osídlení této lokality doloženo až z doby po roce 1084, kdy při německé kolonizaci byly založeny sousední Mikulášovice. První písemná zmínka o Brtníkách pak pochází z roku 1116, kdy zde Petr Berka založil velké včelařství zvané Zeidelweide.

## Obyvatelstvo
|                                                          | 1869  | 1880  | 1890  | 1900  | 1910  | 1921  | 1930  | 1950 | 1961 | 1970 | 1980 | 1991 | 2001 | 2011 |
| -------------------------------------------------------- | ----- | ----- | ----- | ----- | ----- | ----- | ----- | ---- | ---- | ---- | ---- | ---- | ---- | ---- |
| Obyvatelé                                                | 1 710 | 1 605 | 1 487 | 1 388 | 1 403 | 1 195 | 1 243 | 416  | 387  | 447  | 265  | 272  | 257  | 251  |
| Domy                                                     | 231   | 246   | 233   | 235   | 243   | 244   | 249   | 229  | 102  | 91   | 49   | 107  | 109  | 108  |
| Počet domů z roku 1961 zahrnuje domy místní části Kopec. |       |       |       |       |       |       |       |      |      |      |      |      |      |      |

## Památky
Pro Brtníky jsou typické v přízemí roubené, v patře roubené či hrázděné chalupy s břidličným či dřevěným obložením patra, které je neseno tzv. podstávkou. Další zajímavostí je dochovaná křížová cesta k obnoveným kaplím Nejsvětější Trojice a Božího hrobu na Křížovém vrchu. Barokní jednolodní kostel svatého Martina, postavený v letech 1709–1717 podle plánů Zachariase Hoffmanna z Lipové, byl zbořen 18. února 1975. Na hřbitově se nachází novogotická hřbitovní kaple z konce 19. století. Její stěny jsou obloženy pálenými cihlami, nároží zdobí opěráky přecházející ve fiály, ve štítu je umístěna rozeta. Jižně od Brtníků stál do roku 1994 klasicistní lovecký zámeček Šternberk.

## Turismus a horolezectví
Brtníky, ležící cca 1,5 km od severní hranice Národního parku České Švýcarska, jsou východiskem několika značených turistických tras, určených pro cyklisty i pěší návštěvníky tohoto rozsáhlého chráněného území. Například po modré značce a cyklotrase č. 3032 lze zamířit k údolí Křinice a k česko - německé státní hranici do prostoru zaniklé osady Zadní Doubice. Zelená značka, směřující do Doubice, v nejbližším okolí Brtníků dovede turisty k Soví jeskyni, skalnímu převisu Velký pruský tábor a k Brtnickému hrádku. Červená turistická značka, případně cyklotrasa č. 3014 vede na východ do Vlčí Hory.
V prostoru jižně od vsi Brtníky se v údolí Brtnického potoka, Křinice a v Kyjovském údolí nacházejí četné horolezecké terény.
Skalní věže v této oblasti jsou rozptýleny v údolích i na hřebenech a z větší části jsou tvořeny měkkým pískovcem. V severovýchodní části této oblasti se nacházejí i skalní věže z velice tvrdého a odolného pískovce (Martinova věž, Velký a Malý Plačtivý kámen, Mariánská skála). Celkem je v oblasti Kyjovského údolí a Brtníků registrováno 472 lezeckých cest. S ohledem na hnízdění vzácných druhů ptactva je na lokalitách v závěru Kyjovského údolí a v údolí Bílého potoka horolezecká činnost zakázána v jarním období, tj. od března do června

## Dostupnost
Do Brtníků lze dojet po silnici č. 265 z Krásné Lípy. V obci jsou tři autobusové zastávky - Staré Křečany, Brtníky, rozc., Staré Křečany, Brtníky, nám. a Staré Křečany, Brtníky, Na růžku. Severně od vsi se na železniční trati 084 Rumburk – Panský – Mikulášovice nachází zastávka Brtníky (od prosince roku 2009 je zde vlakové spojení zajišťováno pouze o víkendech).